# Rotflügeliger Phaenopharos

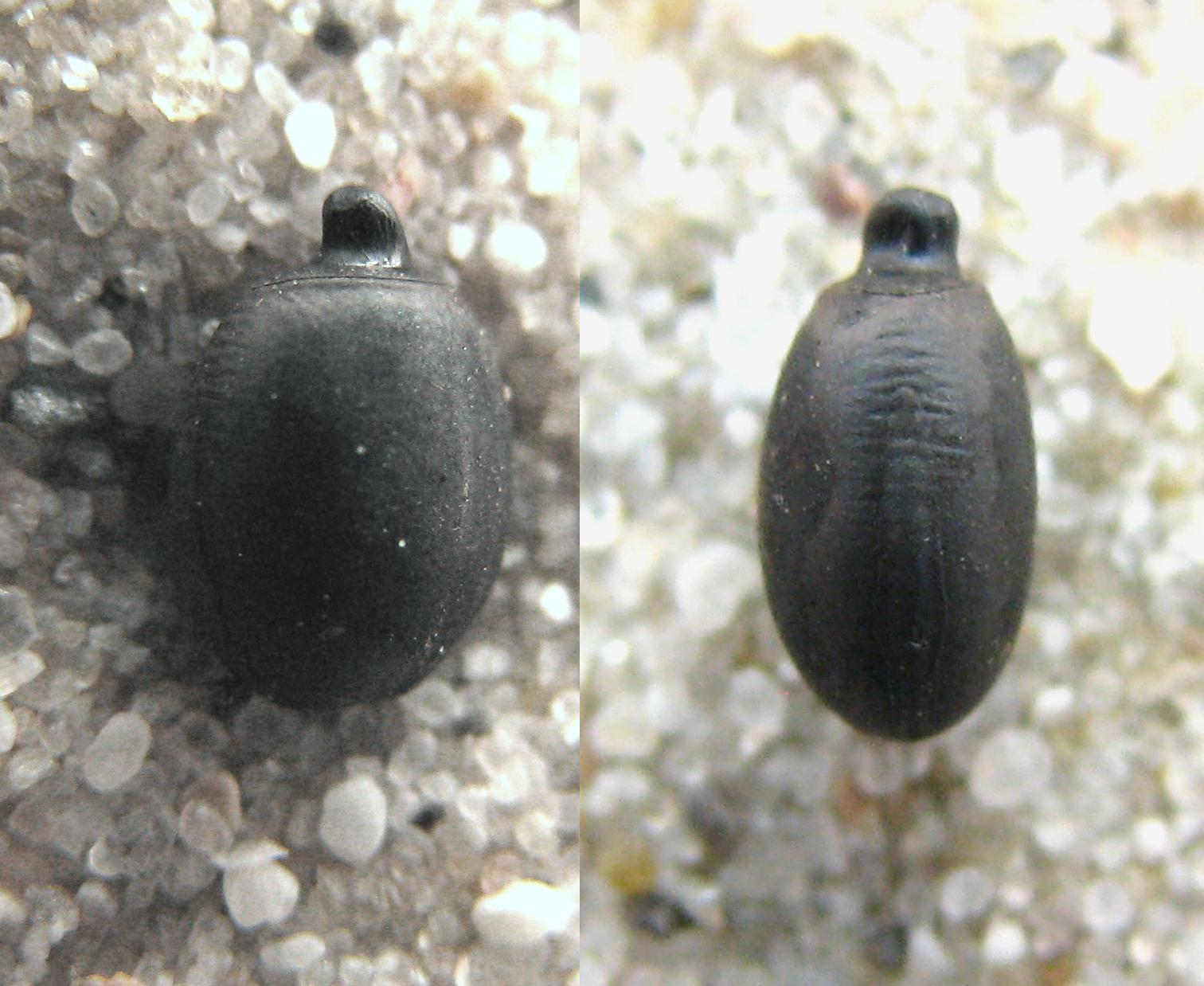
Ei: links in Lateralansicht,
rechts in Dorsalansicht

Der Rotflügelige Phaenopharos, auch Rotflügeliger Phaenopharos geschrieben (Phaenopharos khaoyaiensis), ist eine Art aus der Ordnung der Gespenstschrecken. Teilweise wird die Art auch einfach als Rotflüglige Stabschrecke bezeichnet.

## Morphologie
Von dieser den typischen Stabschrecken-Habitus zeigenden Art sind bisher nur Weibchen bekannt. Deren Körperfarbe ist beige bis hellbraun. Auf dem Körper, der 13 bis 14 cm langen Tiere, finden sich oft viele, meist dunkle Pusteln. Ihre Vorderflügel sind lediglich als schuppenförmige Tegmina ausgebildet, was sie vom Ungeflügelten Phaenopharos (Phaenopharos herwaardeni) unterscheidet, bei welchem keine Vorderflügelreste zu finden sind. Die kaum einen Zentimeter langen Hinterflügel bestehen aus dem stärker sklerotisierten, ebenso wie der Körper gezeichnetem Costalfeld. Unter diesem ist das leuchtend rote Analfeld verborgen. Im Unterschied zum Rotschwarzgeflügelten Phaenopharos (Phaenopharos struthioneus), dessen ansonsten rotes Analfeld eine schwarze Aderung aufweist, ist das des Rotflügeligen Phaenopharos komplett rot gefärbt.

## Vorkommen und Verhalten
Phaenopharos khaoyaiensis stammt aus dem Sekundärwald des Khao-Yai-Nationalparks in Thailand, auf den sich auch das Artepitheton bezieht. Hier wurde die Art in der gleichen Gegend wie Phaenopharos herwaardeni, jedoch in einem tiefer gelegenen Bereich, in einer Höhe von mehr als 3 Metern über dem Boden gefunden.
Bei Störung zeigen die Tiere umfangreiches Verhaltensrepertoire. So können sie in gestreckter Haltung zur möglichst optimalen Phytomimese verharren, ergreifen aber bei Berührung meist schnell die Flucht. Während ein Ergreifen an den Beinen zu der von vielen Stabschrecken bekannten Autotomie führt, öffnen die Tiere beim Ergreifen des Körpers die Hinterflügel, wodurch die leuchtend roten Analfelder zu sehen sind. Häufig reicht zum Auslösen dieses Verhaltens auch schon eine kleinere Störung.

## Fortpflanzung
Bei der bisher nur parthenogenetisch bekannten Fortpflanzung legen die Weibchen schwarzgraue, seitlich leicht abgeplattete Eier. Diese sind etwa 3,5 mm lang, 2,7 mm breit und 3,1 mm hoch. Nach durchschnittlich vier bis viereinhalb Monaten schlüpfen die Nymphen, welche nach weiteren fünf Monaten zu adulten Weibchen herangewachsen sind.

## Haltung im Terrarium
Alle derzeit in den Terrarien der Gespenstschrecken-Liebhaber zu findenden Rotflügeligen Phaenopharos gehen auf zwei Weibchen zurück (Stand Juni 2009). Diese schlüpften aus Eiern die 1998 nach Deutschland gebracht wurden und zunächst mit Eiern des Ungeflügelten Phaenopharos vermischt wurden. Erst als die besagten zwei Weibchen ausgewachsen waren, wurde erkannt, dass sie zu einer bis dahin unbekannten Art gehörten.
Die von der Phasmid Study Group unter der PSG-Nummer 215 geführte Phaenopharos khaoyaiensis gilt als relativ leicht zu pflegen. In einem gut belüfteten Terrarium mit Temperaturen zwischen 18 und 27 °C und einer Luftfeuchtigkeit zwischen 60 und 70 Prozent ist die Art mit Blättern von Brombeeren, Himbeeren oder Eiche leicht zu halten und zu 
vermehren.

## Bilder

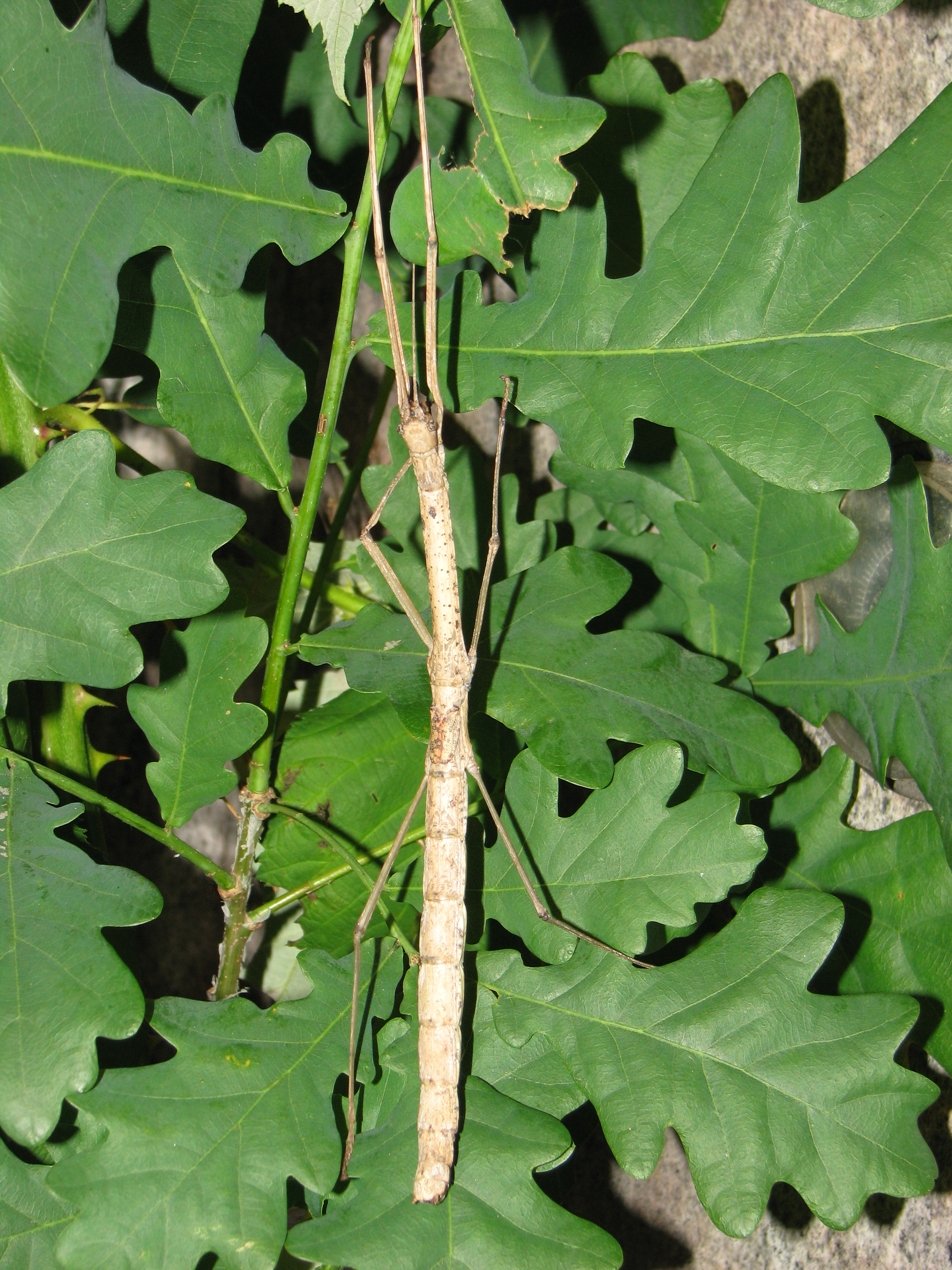
Weibchen
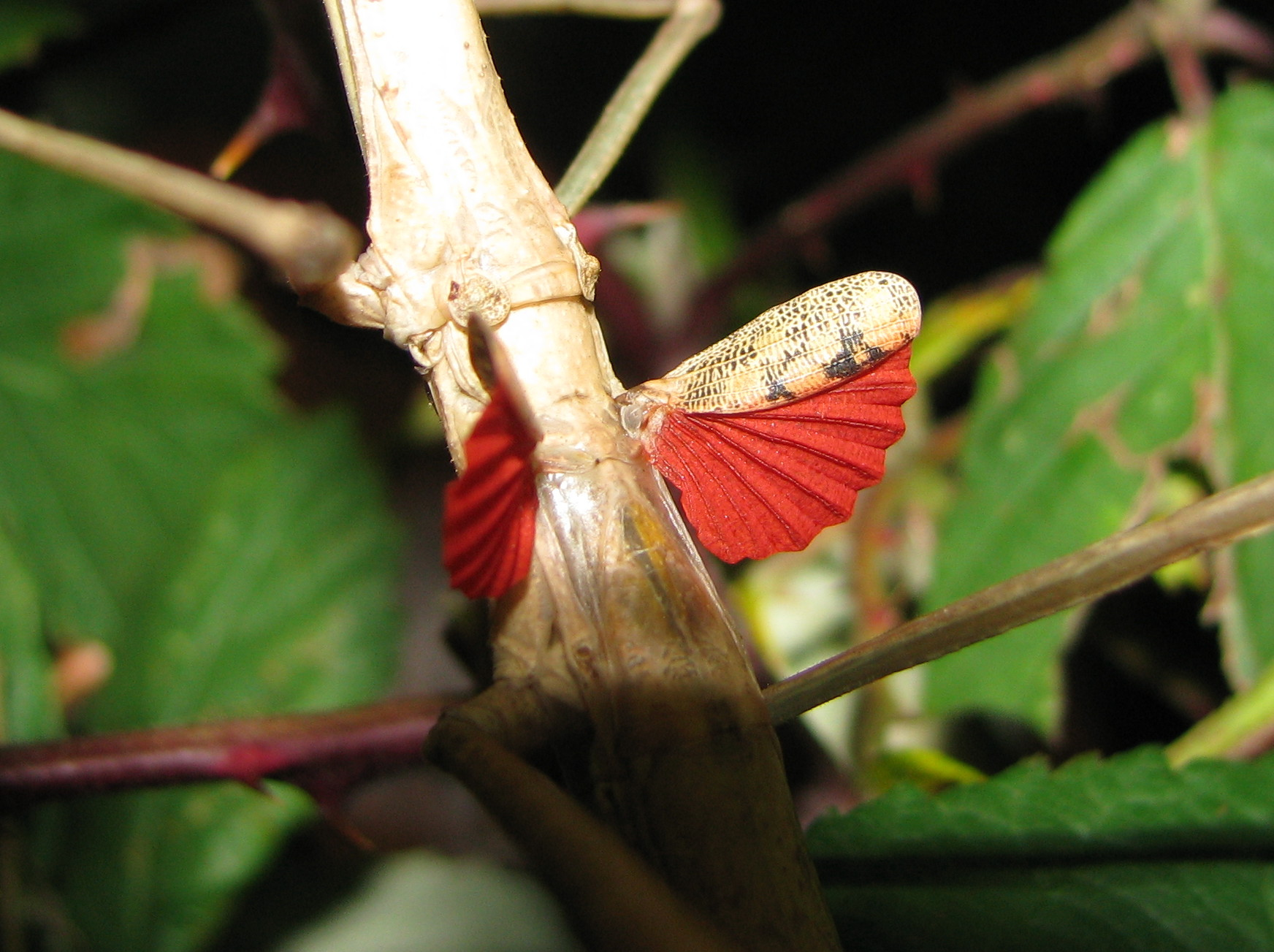
Detailansicht der Vorder- und der geöffneten Hinterflügel
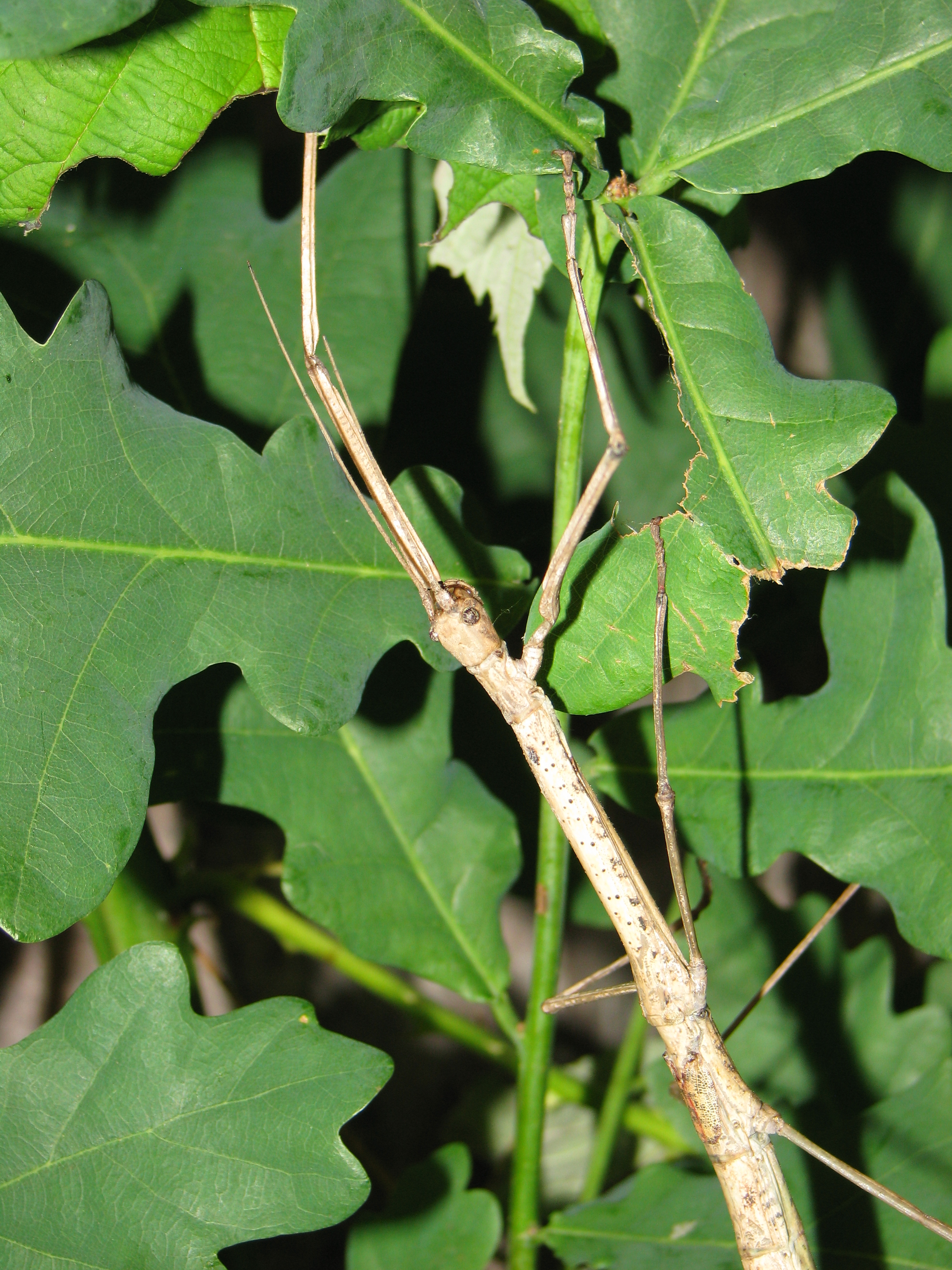
Porträt eines Weibchens